# Podgrzewacz
Podgrzewacz wody – element kotła parowego i kotła odzyskowego, w którym następuje podgrzanie wody od temperatury wlotowej do temperatury wrzenia. Zlokalizowany jest w konwekcyjnym ciągu kotła. Konstrukcyjnie składa się zwykle z dużej ilości rur, w których płynie woda, a które opływane są z zewnątrz gorącymi spalinami.